# Виролайнен, Павел Матвеевич
Павел Матвеевич Виролайнен (29 августа 1938, Ленинград, РСФСР — 6 марта 2014, Финляндия) — советский и российский тренер по лыжным гонкам, заслуженный тренер России.

## Биография
Окончил Ленинградский институт физической культуры имени П. Ф. Лесгафта; в 1965—2005 гг. — преподаватель и доцент на кафедре лыжного спорта.
С 1970 г. работал тренером сборной юниорской командой Российского совета ДСО «Буревестник», а затем со сборной ЦС «Буревестник». Подготовил 32 мастера спорта СССР и России, 12 мастеров спорта международного класса, 3 заслуженных тренера России. Активно содействовал созданию современных лыжных трасс в Токсово (1962), лыжных трасс для соревнований «Кавголовские игры», этапов Кубка мира, проходивших в Кавголово, первой в СССР лыжероллерной трассы.
В 1988 г. совместно с преподавателем кафедры лыжного спорта В. Д. Евстратовым написал первый учебник в стране по технике конькового хода, а годом раньше был выпущен сборник кинограмм по изучению конькового хода.
С 2005 г. проживал в Финляндии. В 2010 г. был избран в состав Президиума Международной Ассоциации Полиатлона, а в 2012 году — в состав Президиума Международного Союза Полиатлона.

## Награды и звания
Был отмечен знаком Олимпийского комитета России «За заслуги развития Олимпийского движения», почетным знаком Федерации лыжных гонок России «За заслуги в развитии лыжных гонок в России».